# Associazione nazionale costruttori edili
L'Associazione nazionale costruttori edili (ANCE), è l'associazione di categoria che, dal maggio 1946, rappresenta a livello nazionale gli imprenditori privati di ogni dimensione e forma giuridica, operanti nei settori delle opere pubbliche, dell'edilizia abitativa, commerciale, direzionale e industriale. La rappresentanza associativa è estesa alle imprese edili svolgenti lavorazioni specialistiche quali fondazioni e impianti.

## Descrizione
L'ANCE, unitamente alle associazioni territoriali provinciali e agli Organismi associativi regionali di categoria, realizza un sistema a rete in grado di rappresentare gli interessi della categoria nei confronti delle istituzioni, e di tutti gli operatori economici interessati al settore delle costruzioni quali banche, assicurazioni, fornitori. Nel contempo il sistema così organizzato ottimizza il rapporto con le imprese associate per fornire loro ogni informazione e assistenza che possa contribuire allo svolgimento dell'attività di impresa e alla valutazione delle prospettive di mercato.
La realizzazione di un portale delle costruzioni gestito da tutto il sistema associativo consente di rafforzare ulteriormente il rapporto con le imprese e l'efficacia delle informazioni diramate in tempo reale.
In particolare Ance nazionale:
- rappresenta e tutela gli interessi della categoria nei confronti del Governo e del parlamento e delle altre Istituzioni a livello centrale;
- procede alla stipulazione dei contratti collettivi nazionali di lavoro e assiste le Associazioni territoriali ad essa aderenti nella definizione dei contratti regionali e provinciali;
- dialoga col mondo esterno e con le forze politiche;
- promuove ed attua iniziative studi e ricerche, workshop, convegni finalizzati ad evidenziare le problematiche della categoria e delle prospettive e degli scenari di mercato;
- fornisce assistenza e consulenza al sistema territoriale per le problematiche d'interesse delle imprese associate.

L'ANCE aderisce a Confindustria. In questa prospettiva, l'azione associativa è diretta alla promozione e al rafforzamento dei valori imprenditoriali e del lavoro dell'industria edile e del suo indotto e concorre al perseguimento degli interessi generali del Paese.
Il sistema che fa capo all'ANCE è organizzato in modo capillare su tutto il territorio nazionale ed è costituito da 89 associazioni territoriali e da 20 organismi associativi regionali. Ad essa fanno capo circa 20.000 imprese.
Nel campo del lavoro, l'attività associativa si sviluppa anche attraverso la rete diffusa su tutto il territorio nazionale di organismi paritetici costituiti, con i sindacati, per offrire assistenza ai lavoratori (casse edili), consulenze sulla sicurezza sul lavoro e formazione professionale (Centri di Formazione e Sicurezza).
Nel contesto della rappresentanza categoriale su scala internazionale, l'ANCE aderisce alla FIEC - Federazione dell'industria europea delle costruzioni, all'UNICE - Confederazione dell'industria europea (tramite Confindustria), all'EIC - European International Contractors, all'UEPC - Union europeenne des promoteurs-constructeurs, alla FIP, Federation International de la Precontrainte, all'ERMCO - European Ready Mixed Concrete Organization.
L'ANCE ha costituito nel 2005 l'Agenzia nazionale per la cultura della sicurezza nell'edilizia con l'obiettivo di svolgere informazione sulla sicurezza sul lavoro.

## Storia
La Federazione nazionale fascista dei costruttori edili sorta nel 1921 fu sciolta con la cessazione di tutte le Organizzazioni industriali conseguente alla caduta del regime fascista ed all'occupazione del territorio italiano da parte delle forze alleate.
Il 20 dicembre 1943, nella città di Napoli da poco occupata, per iniziativa di un gruppo di costruttori meridionali fu costituita l'Associazione nazionale costruttori italiani - ANCI della quale venne eletto presidente l'ing. Nicola Rivelli.
Nel maggio del 1944 con l'occupazione di Roma l'ANCI fu trasferita nella capitale e ne assunse la presidenza l'ing. Riccardo Almagià.
Ad avvenuta conclusione del periodo bellico furono iniziati i contatti tra l'ANCI ed i ricostituiti collegi ed organizzazioni dei costruttori del Nord Italia ai fini della costituzione della Associazione nazionale dei costruttori rappresentativa di tutti gli imprenditori del settore operanti sull'intero territorio nazionale.
L'Assemblea convocata a tal fine il 5 maggio 1946 e formata dai rappresentanti della quasi totalità delle associazioni territoriali, decise il nome dell'organizzazione in Associazione nazionale dei costruttori edili, ANCE, approvandone il relativo statuto.

## Consiglio di Presidenza[1]
Il Consiglio di Presidenza è l'organo di governo dell'associazione. Sono componenti del Consiglio di Presidenza il Presidente, i Vice Presidenti eletti ogni quadriennio, in anno pari, dall’Assemblea, su proposta del Presidente e il Tesoriere. Fanno, altresì, parte del Consiglio di Presidenza, in qualità di Vice Presidenti di diritto, il Presidente del Comitato grandi infrastrutture, il Presidente del Comitato lavori all’estero, il Presidente del Consiglio delle Regioni, il Presidente del Consiglio nazionale dei giovani imprenditori edili, Presidente della Consulta delle specializzazioni, il Presidente del Comitato per il Mezzogiorno e le Isole.

## Presidenti dell'ANCE
- 1946 - 1949: Leone Castelli
- 1949 - 1964: Francesco Maria Salvi
- 1964 - 1987: Francesco Perri
- 1987 - 1994: Riccardo Pisa
- 1994 - 2000: Vico Valassi
- 2000 - 2006: Claudio De Albertis
- 2006 - 2015: Paolo Buzzetti
- 2015 - 2016: Claudio De Albertis[3]
- dicembre 2016 - giugno 2017: Gabriele Buia
- giugno 2017 - novembre 2017: Giuliano Campana
- novembre 2017 -  2022: Gabriele Buia
- 2022 - attuale: Federica Brancaccio

## Presidenti dell'ANCE Gruppo Giovani[4]
- 1992 - 1995: Paolo Buzzetti
- 1995 - 1997: Guido Cabib
- 1997 - 2000: Angelo De Cesare
- 2000 - 2003: Giuseppe Provvisiero
- 2003 - 2006: Marco Di Paola
- 2006 - 2009: Simona Leggeri
- 2009 - 2012: Alfredo Letizia
- 2012 - 2015: Filippo Delle Piane
- 2015 - 2018: Roberta Vitale
- 2018 - 2021: Regina De Albertis
- 2021 - attuale: Angelica Krystle Donati